# エレクトリック・ギターとオーケストラのための協奏組曲 変ホ短調 コンチェルト・ライヴ・イン・ジャパン・ウィズ・新日本フィルハーモニー交響楽団 (アルバム)
『エレクトリック・ギターとオーケストラのための協奏組曲 変ホ短調 コンチェルト・ライヴ・イン・ジャパン・ウィズ・新日本フィルハーモニー交響楽団』(エレクトリック・ギターとオーケストラのためのきょうそうくみきょく へんホたんちょう コンチェルト・ライヴ・イン・ジャパン・ウィズ・しんにほんフィルハーモニーこうきょうがくだん、Concerto Suite For Electric Guitar And Orchestra In E Flat Minor Live With The New Japan Philharmonic)は、2002年に発表されたイングヴェイ・マルムスティーンの3作目のライブ・アルバム。

## 概要
2001年6月、イングヴェイと竹本泰蔵指揮による新日本フィルハーモニー交響楽団が共演したクラシック公演を収録したライヴ盤で、全曲インストゥルメンタルとなっている。発売名義は「イングヴェイ・ヨハン・マルムスティーン」である。

## 収録曲
| 全作曲・編曲: イングヴェイ・ヨハン・マルムスティーン。 | |                                                   |                                |                      |       |
| #                                                      | タイトル                                                                                              | 作詞                                              | 作曲・編曲                     | オリジナル・アルバム | 時間  |
| 1.                                                     | 「ブラック・スター・オーヴァーチュア (オーケストラ・オンリー)」(Black Star Overture (Orchestra Only)) | イングヴェイ・マルムスティーン                    | イングヴェイ・マルムスティーン | ライジング・フォース | 5:31  |
| 2.                                                     | 「トリロジー・スーツ Op:5 第一楽章」(Trilogy Suite Op. 5, The First Movement)                         | イングヴェイ・マルムスティーン                    | イングヴェイ・マルムスティーン | トリロジー           | 3:22  |
| 3.                                                     | 「ブラザーズ」(Brothers)                                                                              | ジョー・リン・ターナー                            | イングヴェイ・マルムスティーン | セヴンス・サイン     | 4:14  |
| 4.                                                     | 「イカロス・ドリーム・ファンファーレ」(Icarus Dream Fanfare)                                          | イングヴェイ・マルムスティーン、 ヨラン・エドマン | イングヴェイ・マルムスティーン | 新世紀               | 5:44  |
| 5.                                                     | 「キャヴァリーノ・ランパンテ」(Cavallino Rampante)                                                    | (instrumental)                                    | イングヴェイ・マルムスティーン | 新世紀               | 3:51  |
| 6.                                                     | 「フーガ」(Fugue)                                                                                     | イングヴェイ・マルムスティーン                    | イングヴェイ・マルムスティーン | 新世紀               | 4:20  |
| 7.                                                     | 「プレリュード・トゥ・エイプリル」(Prelude To April)                                                  | イングヴェイ・マルムスティーン                    | イングヴェイ・マルムスティーン | 新世紀               | 2:51  |
| 8.                                                     | 「トッカータ」(Toccata)                                                                               | イングヴェイ・マルムスティーン                    | イングヴェイ・マルムスティーン | 新世紀               | 4:29  |
| 9.                                                     | 「アンダンテ」(Andante)                                                                               | (instrumental)                                    | イングヴェイ・マルムスティーン | 新世紀               | 14:51 |
| 10.                                                    | 「サラバンド」(Sarabande)                                                                             | (instrumental)                                    | イングヴェイ・マルムスティーン | 新世紀               | 3:35  |
| 11.                                                    | 「アレグロ」(Allegro)                                                                                 | (instrumental)                                    | イングヴェイ・マルムスティーン | 新世紀               | 1:30  |
| 12.                                                    | 「アダージョ」(Adagio)                                                                                | (instrumental)                                    | イングヴェイ・マルムスティーン | 新世紀               | 3:19  |
| 13.                                                    | 「ヴィヴァーチェ」(Vivace)                                                                            | (instrumental)                                    | イングヴェイ・マルムスティーン | 新世紀               | 5:36  |
| 14.                                                    | 「プレスト・ヴィヴァーチェ」(Presto Vivace)                                                           | (instrumental)                                    | イングヴェイ・マルムスティーン | 新世紀               | 3:46  |
| 15.                                                    | 「フィナーレ」(Finale)                                                                                | (instrumental)                                    | イングヴェイ・マルムスティーン | 新世紀               | 2:36  |
| 16.                                                    | 「ブリッツクリーグ (アンコール)」(Blitzkrieg (Encore))                                                | (instrumental)                                    | イングヴェイ・マルムスティーン | アルケミー           | 4:27  |
| 17.                                                    | 「ファー・ビヨンド・ザ・サン (アンコール)」(Far Beyond The Sun (Encore))                              | (instrumental)                                    | イングヴェイ・マルムスティーン | ライジング・フォース | 9:17  |
| 合計時間:                                              | 合計時間:                                                                                             | 合計時間:                                         | 83:19                          |                      |       |

## 参加者
- イングヴェイ・マルムスティーン - ギター
- 新日本フィルハーモニー交響楽団 - オーケストラ
- 竹本泰蔵 - 指揮
- 斉藤恒芳 - オーケストラアレンジ